# Simira tinctoria
Espèce
Synonymes
Selon Tropicos (25 mai 2024)
- Chimarrhis clausicorollata J.H. Kirkbr.
- Mapouria simira A. Rich.
- Psychotria parviflora Willd.
- Psychotria simira Roem. & Schult.
- Psychotria tinctoria (Aubl.) Raeusch.
- Sickingia tinctoria (Willd.) K. Schum.
- Sickingia tinctoria (Aubl.) Lemée
- Uragoga simira (Roem. & Schult.) Baill.
- Uragoga tinctoria (Aubl.) Kuntze

Selon GBIF (25 mai 2024)
- Chimarrhis clausicorollata J.H.Kirkbr.
- Mapouria simira A.Rich.
- Psychotria parviflora Willd.
- Psychotria simira Forsyth f.
- Psychotria simira Schult.
- Psychotria tinctoria (Aubl.) Raeusch.
- Sickingia tinctoria (Aubl.) Lemée
- Uragoga simira Baill.
- Uragoga tinctoria (Aubl.) Kuntze

Simira tinctoria est une espèce d'arbuste d'Amérique du sud, appartenant à la famille des Rubiaceae. Il s'agit de l'espèce type du genre Simira.
En Guyane, il est connu sous le nom de Adamna (Palikur) ou Simira (Galibi).

## Description
Simira tinctoria est un arbre à feuilles oblongues à elliptiques, glabres ou glabrescentes sur la face inférieure.
On compte  17-23 paires de nervures secondaires. Le pétiole est glabre.
Les fleurs ont des pédicelles longs de 1 à 1,5 cm, pendantes. Le calice est turbiné, avec des lobes dentés. La corolle est tubulaire, à lobes arrondis, extérieurement glabrescente ou pubescente. Les 5 étamines sont attachées au tube de la corolle, avec des anthères biloculaires.
En 1953, Lemée en propose la description suivante de Simira tinctoria :

« [Sickingia] tinctoria ? (Simira t. Àubl., Psychotria parviflora W., P. Simira R. et Sch.) renseignement dû à l'obligeance de M. Bremekamp. Feuilles subsessiles, les plus grandes atteignant jusqu'à 0,36-0,38 sur 0,15-0,16, ovales aiguës molles entières glabres pâles en dessous, avec nervures latérales rougeâtres saillantes en dessous, stipules opposées bifides caduques longues aiguës ; fleurs en grosses grappes terminales à ramifications opposée décussées ayant à la base 2 bractées (ou stipules ?) longues et larges, calice 5~denté, corolle blanche à tube long et 5 lobes arrondis, filets staminaux longs, lobes stigmatiques obtus ; fruit ? Guy. franç. (Aublet). »

— Albert Lemée, 1953.

## Répartition
Simira tinctoria est présent sur le plateau des Guyanes et dans les contreforts Andins.

## Écologie
L'écologie de Simira tinctoria est largement méconnue.

## Usages
Au Pérou et en Guyane, chez les Palikur et autrefois chez les Galibi, l'écorce de Simira tinctoria sert à teindre en "rose indien" le coton, les objets en bois et calebasses, ou comme peinture corporelle,,.
Les extraits d'écorce de Simira tinctoria sont employés pour soigner les rhumatismes et les ulcères au Pérou. Sa chimie a été étudiée. Elle contient de l'harmine et des alcaloïdes aux propriétés anticorrosives,.

## Protologue

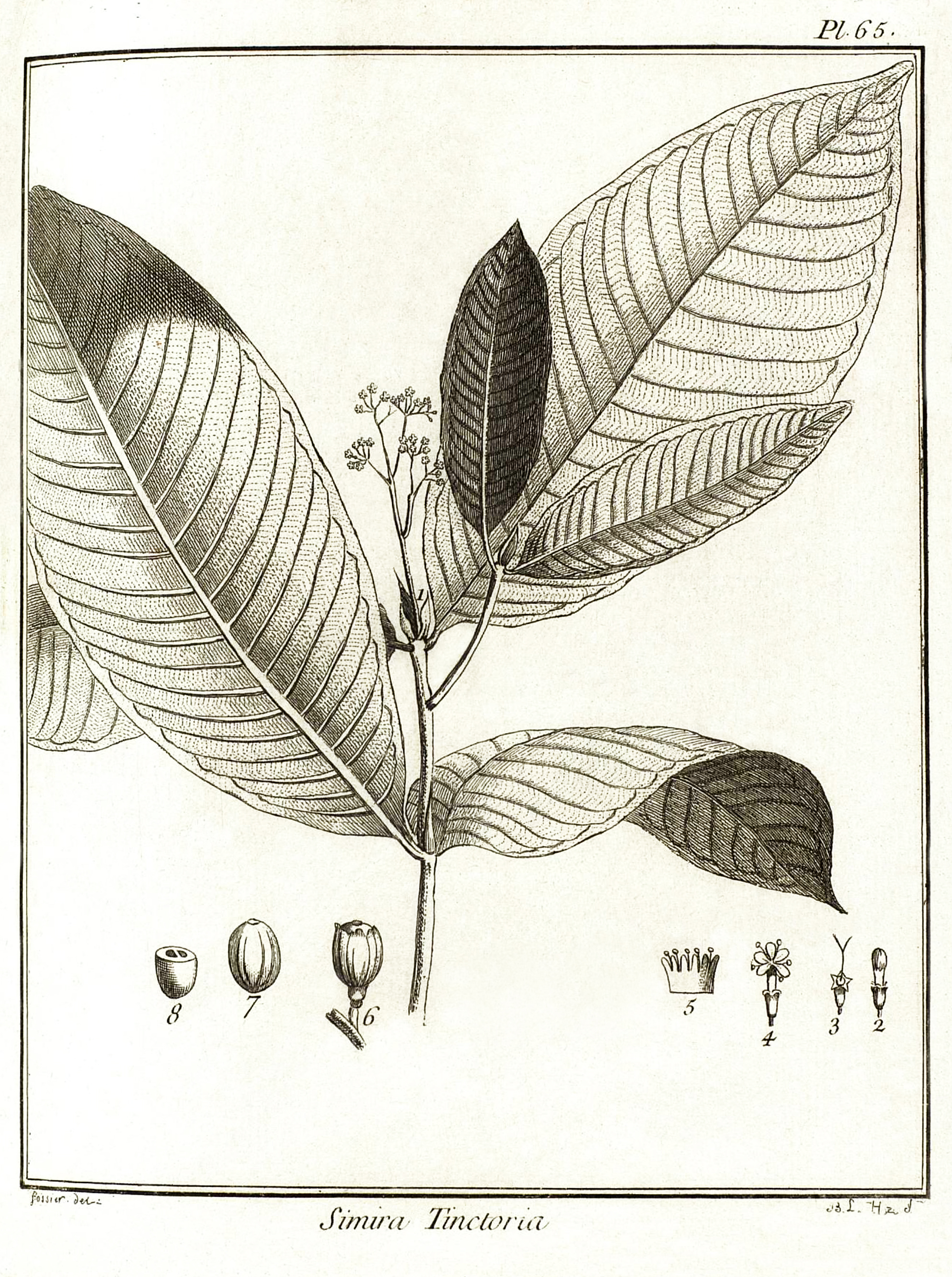
Simira tinctoria par Aublet (1775) On a groſſi les parties de la fleur qui eſt très petite. Le fruit, qui n'étoit pas en maturité, eſt repréſenté tel que je l'ai obſervé. - 1. Stipules. - 2. Bouton de fleur. - 3. Calice. Style. Stigmates. - 4. Fleur épanouie. - 5. Corolle ouverte. - 6. Capſule. - 7. Capſule ſéparée du calice. - 8. Capſule coupée en travers.

En 1775, le botaniste Aublet en a proposé le protologue suivant : 

« SIMIRA (tinctoria). (TABULA 65.)
Arbor, trunco decem vel duodecim-pedari, Ramos plures ad apicem emittente. Cortex trunci extùs rufeſcens, intùs ruber. Rami & ramuli undiquè ſparſi. Folia ſubſeſſilia, oppoſita, ampla, ovata, acuta, glabra, integerrima, inferne pallide-virentia ; nervis tranſverſalibus purpurafcentibus. Stipule binx, decidual, longæ, acutæ, oppoſitæ, una ab utroque latere intrà folia. Flores racemoſi, terminates. Corolla alba. Pericarpium immaturum tantummodo obſervavi.
Cortex utilis ad pannos ſericeos & goſſypinos, rubro colore inficiendos.
Florebat Junio.
Habitat in ſylvis Guianæ.

LE SIMIRA des teinturiers. (PLANCHE 65.)
Le tronc de cet arbre s'élève de dix à douze pieds ſur dix pouces de diamètre. Son écorce eſt épaiſſe, rouſſâtre en dehors, & rouge intérieurement. Son bois eſt blanchâtre. Il pouſſe à ſon ſommet pluſieurs branches, dont les unes ſont droites, & les autres inclinées, qui s'étendent en tout ſens. Elles ſont chargées de rameaux oppoſés qui ſont garnis de deux feuilles oppoſées, & diſpoſées en croix. Elles ſont vertes en deſſus, plus pales en deſſous, entières, molles, ovales, terminées par une pointe : leurs nervures ſont rougeâtres, & ſaillantes en deſſous ; leur pédicule eſt court. 
Entre l'attache des deux pédicules oppoſés, il y a de chaque côté une stipule qui tombe auſſi-tot après le développement des feuilles. 
Ses plus grandes feuilles ont quatorze de longueur ſur ſix pouces de largeur. 
Les fleurs naiſſent à l'extrémité des rameaux ſur une groſſe grappe dont les branches & les rameaux ſont oppoſés, & diſpoſés en croix. La grappe ſort d'entre deux longues & larges stipules. 
Le calice de la fleur eſt d'une ſeule pièce évaſé en ſon limbe qui eſt terminé par cinq pointes. 
La corolle eſt blanche, monopétale, attachée ſur l'ovaire autour d'un diſque. Son tube eſt long, & ſon pavillon partagé en cinq lobes arrondis. 
Les étamines ſont au nombre de cinq, placées ſur la paroi interne & ſupérieure du tube au deſſous de ſes diviſions. Leur filet eſt long. L'anthère eſt à deux bourſes ſéparées par un ſillon. 
Le piſtil eſt un ovaire qui fait corps avec le calice : il eſt couronné d'un diſque du centre duquel s'élève un style qui ſe partage vers ſon ſommet en deux petites branches terminées par un stigmate obtus. 
L'ovaire, que je n'ai pas vu en maturité, eſt à deux loges. 
[...]
L'écorce de cet arbre trempée dans l'eau lui communique bientôt une couleur d'un beau rouge ; on prétend que cette écorce peut être employée dans la teinture. Les eſſais qu'on en a fait à Caïenne, donnent lieu de croire qu'elle, ſeroit d'une grande utilité pour teindre en rouge vif la ſoie & le coton.
Cet arbre eſt nommé SIMIRA par les Galibis. Il croît dans les grandes forêts d'Orapu, & ſur-tout dans les lieux humides.
II étoit en fleur dans le mois de Juin. »

— Fusée-Aublet, 1775.